# Assac
Assac (okzitanisch Açac) ist eine französische Gemeinde mit 151 Einwohnern (Stand: 1. Januar 2022) im Département Tarn in der Region Okzitanien (vor 2016 Midi-Pyrénées). Sie gehört zum Arrondissement Albi und zum Kanton Carmaux-1 Le Ségala. Die Einwohner werden Assacois genannt.

## Geografie
Assac liegt etwa 25 Kilometer ostnordöstlich von Albi. Der Tarn bildet die südliche Gemeindegrenze, im Osten verläuft sein Zufluss Gaycre, im Nordwesten die Broncarié. Umgeben wird Assac von den Nachbargemeinden Saint-Michel-Labadié im Norden und Nordwesten, Le Dourn im Nordosten, Cadix im Osten, Saint-André im Süden und Südosten, Villefranche-d’Albigeois im Süden und Südwesten, Courris im Westen und Südwesten sowie Saint-Cirgue im Westen.

## Bevölkerungsentwicklung
| 1962                       | 1968 | 1975 | 1982 | 1990 | 1999 | 2006 | 2018 |
| -------------------------- | ---- | ---- | ---- | ---- | ---- | ---- | ---- |
| 272                        | 235  | 194  | 193  | 161  | 154  | 157  | 143  |
| Quellen: Cassini und INSEE |      |      |      |      |      |      |      |

## Sehenswürdigkeiten
- Kirche Saint-Pierre